# Brenda Flores
Brenda Eunice Flores Muñoz (née le 4 septembre 1991 à Nezahualcóyotl) est une athlète mexicaine, spécialiste du fond.
Elle débute l'athlétisme à 17 ans. En 2013, elle remporte les Championnats d'Amérique centrale et des Caraïbes sur 1 500 m et termine deuxième du 5 000 m. Elle remporte deux médailles d'or lors des Jeux d'Amérique centrale et des Caraïbes 2014. Elle remporte la médaille d'or sur 10 000 m, avec un temps de 32 min 41 s 33, record des Jeux, ainsi que la médaille d'argent sur 5 000 m lors des Jeux panaméricains de 2015 à Toronto.